# Pączew
Pączew (prononciation : [ˈpɔnt͡ʂɛf]) est un village polonais de la gmina de Mogielnica dans le powiat de Grójec de la voïvodie de Mazovie dans le centre-est de la Pologne.
Le village possède approximativement une population de 106 habitatns en 2006.

## Histoire
De 1975 à 1998, le village appartenait administrativement à la voïvodie de Radom.